# Pagode (mønt)
Pagoden var en sydindisk guldmønt med en vægt på ca. 3,4 g. Pagoder blev fremstillet frem til ca. år 1800, dels af flere forskellige indiske riger, dels af forskellige kolonimagter. I Trankebar blev der i 1789 præget en pagode med Christian 7.s monogram og gudinden Lakshmi.
Da Niels Heidenreich i 1802 havde stjålet Guldhornene, smeltede han dem om, bl.a. til pagoder – en mønt, som han imidlertid ikke kendte nærmere, så han måtte selv finde på motiver.